# HD190786
HD190786 — хімічно пекулярна зоря спектрального класу A1, що має видиму зоряну величину в смузі V приблизно  8,5.
Вона  розташована на відстані близько 624,8 світлових років від Сонця.

## Фізичні характеристики
Телескоп Гіппаркос зареєстрував фотометричну змінність  даної зорі з періодом    2,35 доби в межах від  Hmin= 8,78 до  Hmax= 8,54.